# Сарда
Сарда́ (рос. Сарда, марій. Сарда) — присілок у складі Марі-Турецького району Марій Ел, Росія. Входить до складу Карлиганського сільського поселення.

## Населення
Населення — 54 особи (2010; 55 у 2002).
Національний склад (станом на 2002 рік):
- марійці — 100 %